# 牧羊人帕里斯 (范戴克)

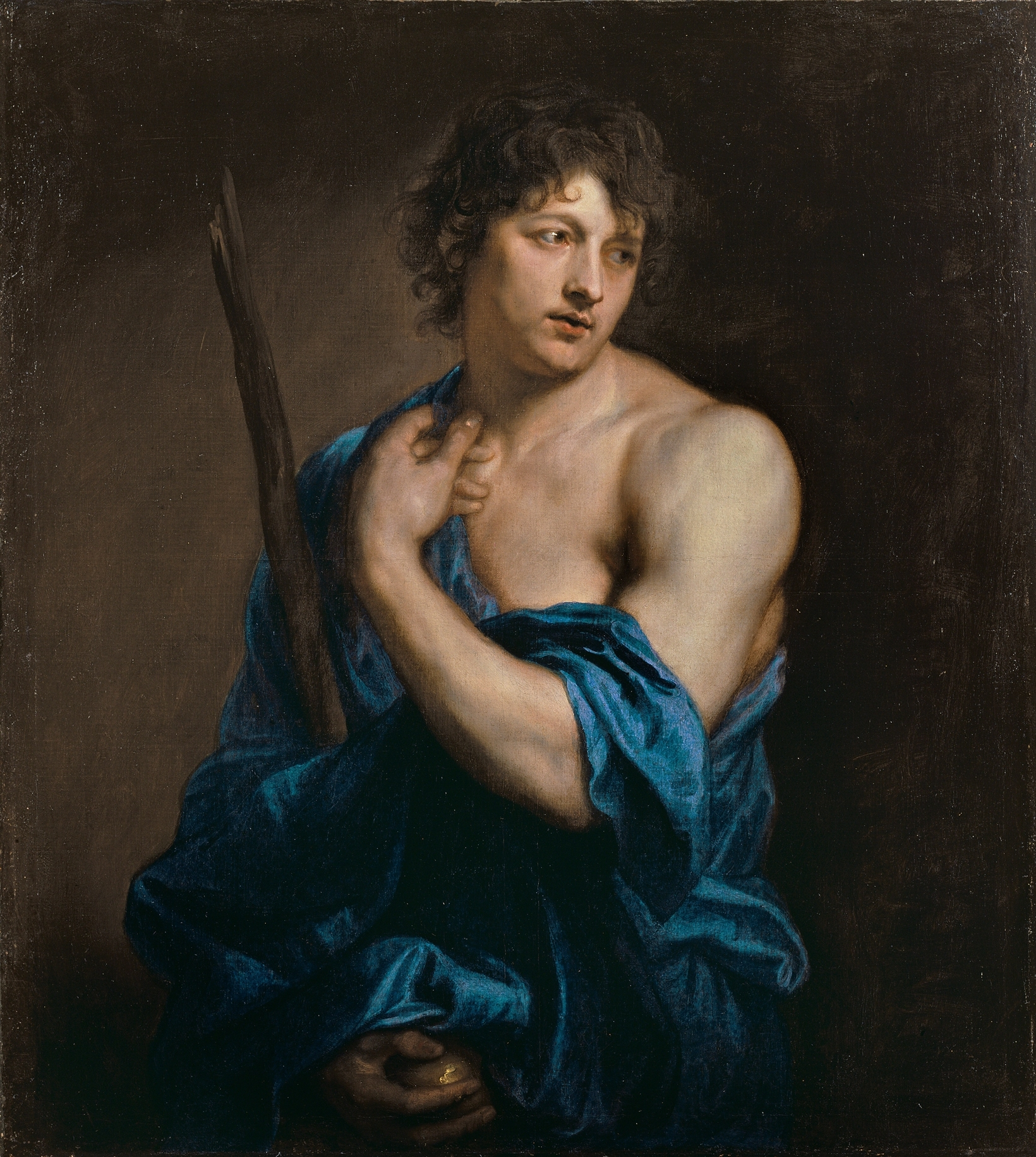
《牧羊人帕里斯》

《牧羊人帕里斯》是佛兰芒画家 安东尼·范戴克 的一幅画作，绘制于1628 年，画家从意大利返回后不久，显示出提香的影响。  画作描绘在帕里斯的评判期间，他要做出选择，将金苹果送给三位女神中最美丽的一位。不同寻常的是，画家专注于描绘帕里斯，却没有展现三位女神。